# منتزعة الكبريت التونسينية
منتزعة الكبريت التونسينية (الاسم العلمي: Desulfovibrio tunisiensis) هي نوع من البكتيريا، سلبية الغرام، تتبع جنس منتزعة الكبريت.